# Korps Scheele
Das Korps Scheele war ein Großverband des Heeres der deutschen Wehrmacht im Zweiten Weltkrieg. Der Namensgeber für das Korps war hierbei der das Korps kommandierende General der Infanterie Hans-Karl von Scheele. Das Korps wurde am  8. Februar 1943 im Raum nordwestlich von Orel in Westrussland aufgestellt. Bereits am 28. März 1943 wurde das Korps wiederaufgelöst.